# 7-я кавалерийская дивизия (СССР)
7-я кавалерийская Самарская дивизия им. Английского пролетариата — воинское соединение РККА РСФСР и СССР.

## История дивизии
7-я кавалерийская дивизия сформирована 3 апреля 1919 года приказом РВС 11-й Отдельной армии № 88 из частей Особой кавалерийской дивизии, переформированной из 3-й Таманской стрелковой дивизии.
8 октября 1919 года приказом РВСР 37-й и 38-й кавалерийские полки дивизии были награждены Почетным Революционным Красным Знаменем за отличия в боях под Астраханью.
13 декабря 1920 года приказом РВСР № 2797/559 дивизии было присвоено наименование «Самарской» (7-я Самарская кавалерийская дивизия).
В декабре 1921 года была передислоцирована в Белорусскую ССР, где располагалась в Минске.
Вооружённые Силы Украины и Крыма, Украинский ВО (см.Киевский военный округ). В 1922 создаётся 2-й кавалерийский корпус в составе 7-й и 9-й кавалерийских дивизий. Начальник 7-й кавдивизии Каширин, Николай Дмитриевич (1922−1923).
Один из командиров дивизии Г. Д. Гай направил в Великобританию приветственный адрес, а также подробное описание боевого пути дивизии. Вскоре в газете английской компартии «Уоркес уикли» появилась статья «О шефстве над нашей дивизией», в которой говорилось:
В России всё идет по-другому. Весь мир начинает это узнавать. Ниже мы приводим красноречивый факт, который должен объяснить это и нам. У нас существует западноевропейский обычай делать некоторых титулованных особ почетными командирами того или иного полка: полк имени короля, имени королевы, принцессы такой-то и т. д. В России дивизии Красной Армии имеют такой же обычай, но с одной разницей. Вы встречаете такие дивизии, как дивизия имени ленинградских ткачей, дивизия имени московских металлистов, дивизия имени Коминтерна и т. д. Каждая дивизия намечает себе шефа, и шеф питает отеческий и братский интерес к усыновленной им дивизии. Некоторые части Красной Армии приняли в качестве своего шефа английскую компартию, а одна из них, 7-я Самарская кавалерийская дивизия, прислала нам приветствие через нашего товарища Роберта Стюарта… Товарищи, мы должны вручить знамя «нашей собственной дивизии.

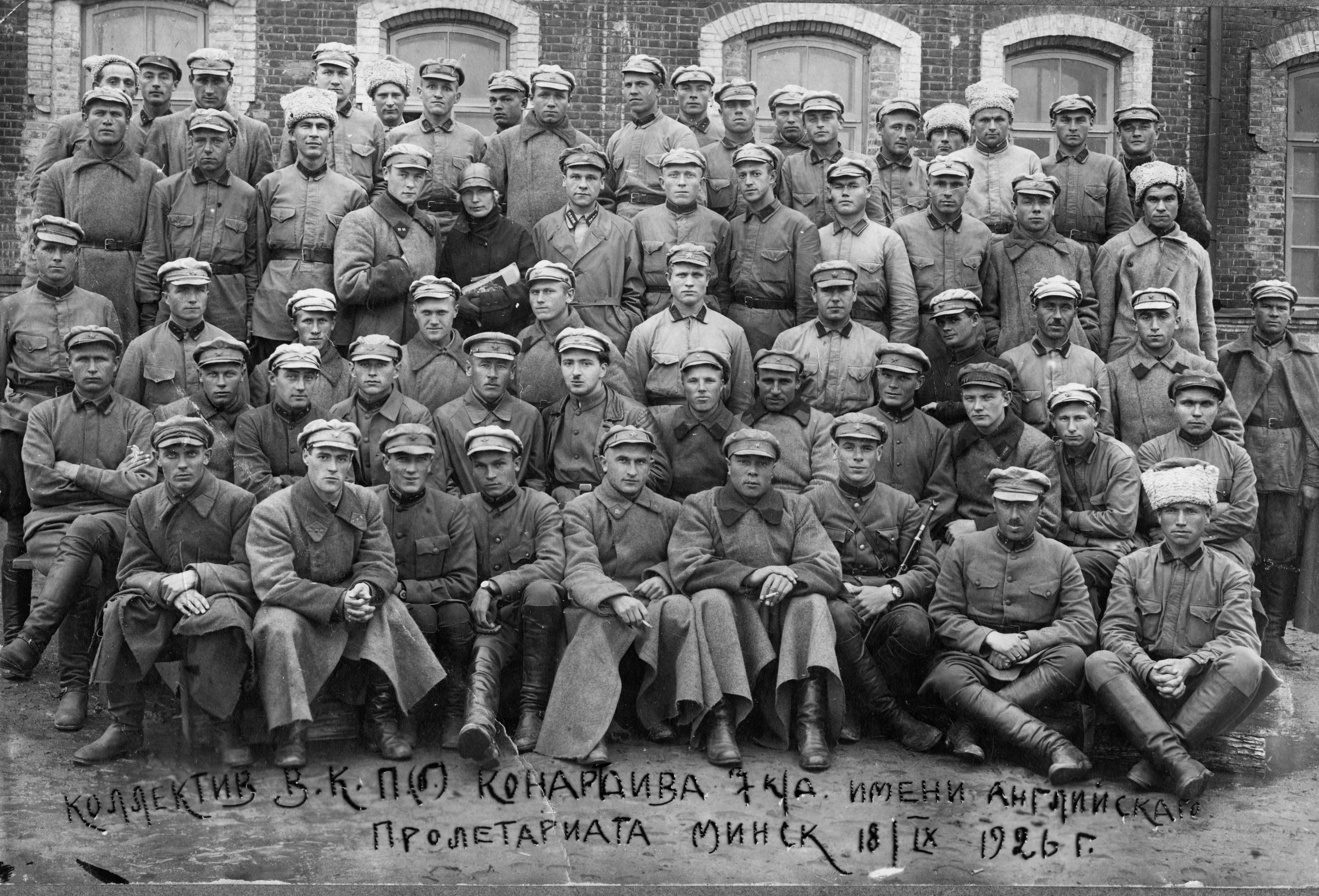
Партийный коллектив ВКП (б) конартдива 7-й кавалерийской дивизии

После этого член центрального комитета компартии Англии Гедес приехал в дивизию. Он был избран почётным красноармейцем и получил комплект военного обмундирования. На торжественном собрании одетый в полную красноармейскую форму Гедес под аплодисменты вручил дивизии красное знамя. Приказом РВС СССР № 1091 от 30 августа 1924 года дивизия стала называться 7-й Самарской им. Английского пролетариата кавалерийской дивизией.
Летом 1940 года была переброшена в Молодечно.
Приказом по Белорусскому особому военному округу № 00114 от 13 июля 1940 года дивизия была расформирована. Обращена на формирование 2-й танковой дивизии и 1-го мотоциклетного полка 3-го механизированного корпуса

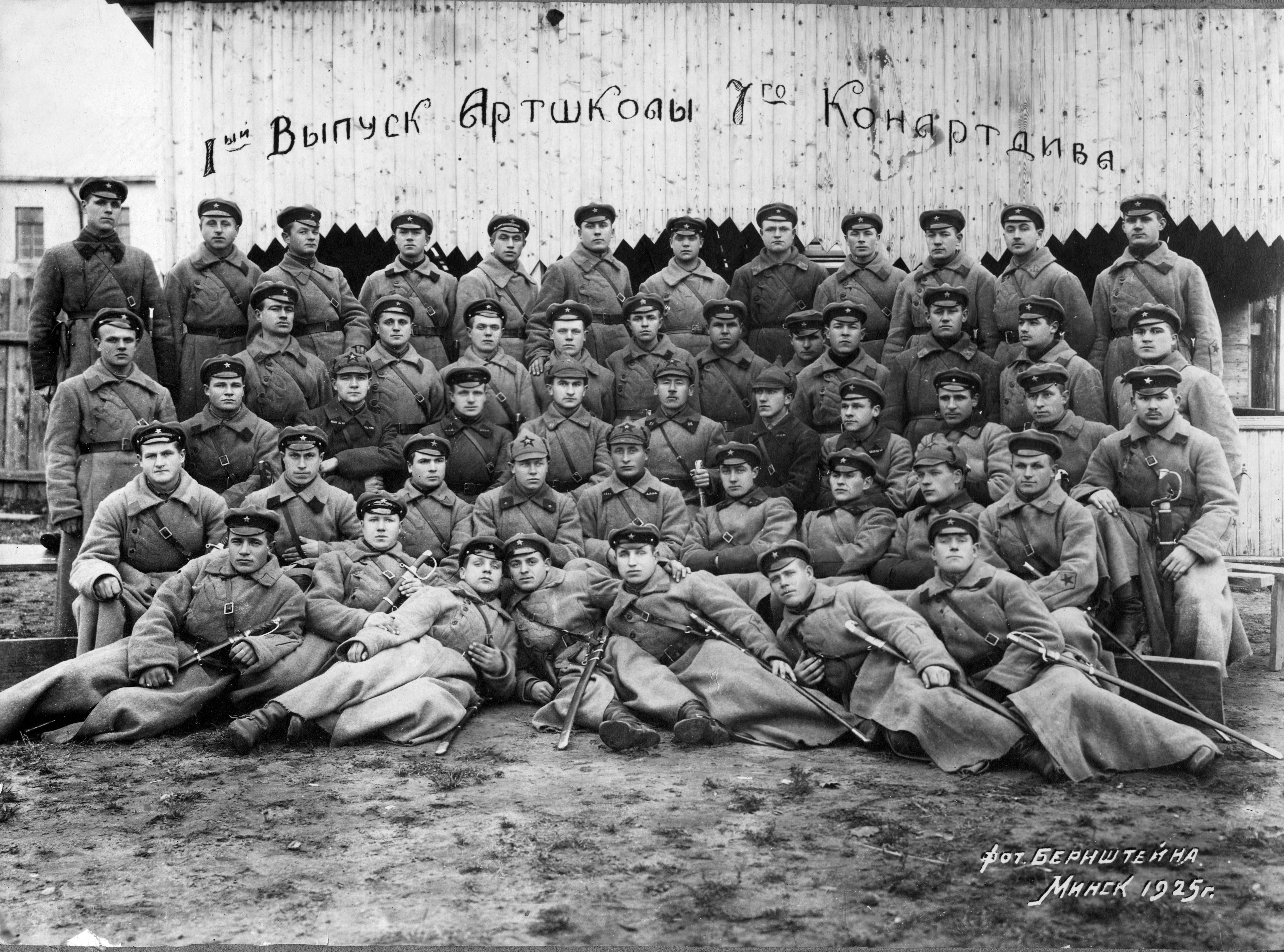
1-й выпуск Артиллерийской школы Конартдива 7-й кавалерийской дивизии, Минск, 1925 г

### Боевой путь
Дивизия принимала участие в боях:
- против армий Деникина:
  - на Нижней Волге (май — июль 1919)
  - в районах ст. Чёрный Рынок, сёл Величавое, Логань, Оленичево, в обороне Астрахани (июль — ноябрь 1919)
  - в районах сёл Солодники, Вязовка, Старицкое, Чёрный Яр, Соленое Займище, в Доно-Манычской операции (17 янввря — 6 февраля 1920)
  - в Ставропольской операции (14 февраля − 2 марта 1920)
  - в Бакинской операции (28 апреля — 1 мая 1920)
- против войск мусаватистов
- против Русской армии генерала барона П. Н. Врангеля:
  - ликвидация десанта на Азовском побережье (август 1920)
  - в Северной Таврии, в районах гг. Волноваха, Пологи, Гуляй Поле, населенных пунктов Федоровка, Конские Раздоры, ст. Б. Токмак (сентябрь — октябрь 1920)
  - в Перекопско-Чонгарской операции (7 — 17 ноября 1920)
- против отрядов Махно:
  - в районах г. Ногайск, сс. Андреевка, Всесвятское, Цареконстантиновка, Белополье, г. Сумы, ст. Пологи, Гуляйполе (декабрь 1920 − 1921)
  - в Звенигородском и Уманском уездах (1921).
- походе в Западную Белоруссию (сентябрь 1939)
- в советско-финской войне (февраль — март 1940).

## Подчинение
| Дата                      | Фронт (округ)                                                    | Армия                | Корпус (группа)           | Примечания                              |
| ------------------------- | ---------------------------------------------------------------- | -------------------- | ------------------------- | --------------------------------------- |
| апрель − июнь 1919        |                                                                  | 11-я Отдельная армия |                           |                                         |
| июнь 1919                 |                                                                  | 10-я армия           |                           |                                         |
| июль − август 1919        | Восточный фронт                                                  |                      | Астраханская группа войск |                                         |
| август 1919 − апрель 1920 | Туркестанский фронт                                              | 11-я армия           |                           |                                         |
| апрель − август 1920      |                                                                  |                      | 2-й конный корпус         |                                         |
| август − сентябрь 1920    |                                                                  | резерв 9-й армии     |                           |                                         |
| сентябрь − ноябрь 1920    |                                                                  | 13-я армия           |                           |                                         |
| ноябрь 1920 − июнь 1922   | Южный фронт, ХВО, КВО, Западный фронт                            |                      | 3-й конный корпус         |                                         |
| 1922 − 1924               | Западный фронт                                                   |                      |                           |                                         |
| сентябрь 1924 − июль 1940 | Западный военный округ, с октября 1926 Белорусский военный округ |                      | 3-й конный корпус         | Округ переименован в октябре 1926 года. |

## Состав

### На начало 1925 г.
- 1-я кавалерийская бригада:

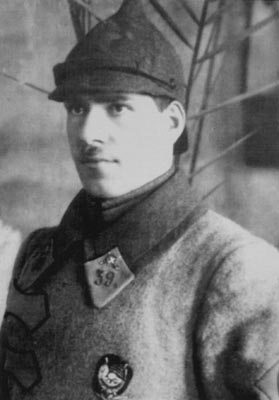
Г. К. Жуков — командир 39-го кавполка 7-кавдивизии. 1923 год.

  - 37-й кавалерийский полк (командир Вольский В. Т., начальник штаба полка Терентьев В. Г.)
  - 38-й кавалерийский полк
- 2 кавалерийская бригада:
  - 39-й кавалерийский полк (командир Жуков Г. К.)
  - 40-й кавалерийский полк
- 3 кавалерийская бригада:
  - 41-й кавалерийский полк
  - 42-й кавалерийский полк (командир Савельев М. И)
- 7-й конно-артиллерийский дивизион
- 7-й саперный эскадрон
- 7-й эскадрон связи

В ходе военной реформы полки дивизии были переформированы из 4-х эскадронных в 6-эскадронные. Существовавший 39-й кавполк вливался в 40-й, а 41-й и 42-й кавполки были слиты в новый, 39-й Мелекесско-Пугачёвский кавполк.

### На 1927 год
- 1-я кавалерийская бригада:
  - 37-й кавалерийский полк
  - 38-й кавалерийский полк
- 2 кавалерийская бригада:
  - 39-й кавалерийский полк (командир Жуков Г. К.)
  - 40-й кавалерийский полк
- 13-й отдельный запасной эскадрон
- 14-й отдельный запасной эскадрон
- 7-й конно-артиллерийский дивизион
- 7-й саперный эскадрон
- 7-й эскадрон связи

29 апреля 1927 года приказом РВС СССР № 219 были переименованы:
- 37-й Самарский кавалерийский полк — в 38-й кавалерийский Ставропольский Краснознаменный полк
- 38-й Ставропольский Краснознаменный кавалерийский полк — в 37-й кавалерийский Астраханский полк (командир 1-го эскадрона краснознамёнец Н. С. Свиридов)
- 39-й Бузулукский кавалерийский полк — в 39-й кавалерийский Терский полк;
- 13-й и 14-й отдельные запасные эскадроны — в 41-й отдельный Бузулукский и 42-й отдельный Пугачевский эскадроны соответственно.

### На 1935 г.
- 37-й кавалерийский Астраханский Краснознаменный полк (командир Бычковский А.Ф)
- 38-й кавалерийский Ставропольский Краснознаменный полк (командир Калиничев П. М.)
- 39-й кавалерийский Терский полк (командир Шалимов А. Д. С января по март 1938 года  Ничипорович В. И. )
- 40-й кавалерийский Самарский полк имени Фрунзе (командир Жмуров Б. А.)
- 7-й механизированный полк (командир Богомолов М. М.)
- 7-й конно-артиллерийский полк
- 7-й отдельный эскадрон связи
- 7-й отдельный саперный эскадрон

### На 1940 г.
- 51-й кавалерийский полк (командир Калиничев П. М.)
- 80-й кавалерийский полк
- 116-й кавалерийский полк (командир Москаленко А. П.)
- 123-й кавалерийский полк (командир полковник Кудюров Ф. Ф.)
- 43-й танковый полк (командир майор Рагочий И. И.)
- 19-й конно-артиллерийский дивизион (командир капитан Елизаров В. В.)
- 50-й отдельный зенитно-артиллерийский дивизион (командир майор Власов П. А.)

## Командиры

### Начальники дивизии
- 13.04.1919 − 28.04.1919 — Левандовский, Михаил Карлович[3]
- 28.04.1919 − 11.05.1919 — врид Хозиков[3]
- 11.05.1919 − 17.07.1919 — Кортт, Освальд Альбертович[3]
- 17.07.1919 − 20.09.1919 — Хатагов, Фёдор Савельевич[3]
- 20.09.1919 − 15.03.1920 — Баревич, Пётр Михайлович[бел.][3][4]
- 15.03.1920 − 08.10.1920 — Хмельков, Александр Михайлович[3]
- 08.10.1920 − 19.10.1920 — Корольков-Янов, Владимир Власович[3]
- 19.10.1920 − 21.11.1920 — врид Сабельников, Николай Иванович[3]
- 21.11.1920 − 10.01.1921 — Хмельков, Александр Михайлович
- 06.06.1922 − 24.11.1922 — Каширин, Николай Дмитриевич
- 05.1923 − после июля 1924 — Гай, Гая Дмитриевич
- 10.1924 — 05.1925 — Голиков, Александр Григорьевич
- 05.1925 − 03.1926 — Степной-Спижарный, Константин Иванович
- 1926 − 1927 — Шмидт, Дмитрий Аркадьевич
- октябрь 1927 − ? — Вишневский, Сергей Владимирович[источник не указан 1156 дней]
- 05.1927 − 12.1928 г. — Сердич, Даниил Фёдорович
- 01.1929 — 02.1929 — Горбачёв, Борис Сергеевич
- 01.30.1930 − 22.02.1932 — Рокоссовский, Константин Константинович
- 17.05.1932 − 17.07.1935 — Горячев, Елисей Иванович
- 07.1935 − 04.1936 — комбриг Белов, Павел Алексеевич
- 22.06.1936(22.03.1936?) − 01.1937 — комдив Штерн, Григорий Михайлович
- 01.1937 − 01.07.1937 — комбриг Белов, Павел Алексеевич
- 06.1937 − ? — полковник Костенко, Фёдор Яковлевич
- 14.07.1937 − 04.06.1940 — полковник (с 17.02.1938 — комбриг) Камков, Фёдор Васильевич

### Военкомы дивизии
- 19.04.1919 − 07.07.1919 — Колпинский Виталий Петрович[3]
- 07.06.1919 − 04.07.1919 — Варганов, Василий Афанасьевич[3]
- 04.07.1919 − 07.06.1920 — Сергунин Иван Федорович[3]
- 08.06.1920 − 23.08.1920 — Яицкий Василий Матвеевич[3]
- 24.08.1920 − 10.01.1921 — Сергунин Иван Федорови
- 11.01.1921 − ??.10.1926 — Амбражунас Иосиф Иосифович[5]

### Начальники штаба
- 17.04.1919 − 15.03.1920 — Хмельков Александр Михайлович[3]
- 15.03.1920 − 10.10.1920 — врид Колчин Александр Федорович[3]
- 11.10.1920 − 08.12.1920 — Дирин Николай Петрович[3]
- 08.12.1920 − 10.01.1921 — Колчин Александр Федорович
- ?.06.1937 — ?.11.1937 — Ратов, Пётр Филиппович[6]

### Помощники командира дивизии
- 08.01.1934 − 01.1937 — комбриг Белов, Павел Алексеевич
- 27.02.1939 − 11.1939 — полковник Логвиненко,  Иван Петрович

### Командиры бригад
- 20.04.1930 − 02.1931 — Жуков, Георгий Константинович командир 2-й кавбригады

## Дивизия в культуре и искусстве
По инициативе командира дивизии Г. Д. Гая работниками политодела дивизии, начальником которого был в то время Г. М. Штерн, была написана и издана книга «7-я Самарская и её герои». Книга описывала боевой путь соединения и сопровождалась вступительной статьёй комдива.
Во время пребывания дивизии в Минске, группа воинов дивизии после увольнения основали на Любаньщине коммуну, которая впоследствии стала одним из лучших колхозов БССР. Эта история упомянута в поэме «Над рекой Орессой» белорусского поэта Янки Купалы:
Явилось их весною семь,

Чтобы новый день начать,

А осенью пришли сюда

Ещё семьдесят пять.

Самарская дивизия

Дала бойцов своих,

Коммуны пионеров,

Способных, молодых.